# Principiis obsta
La locuzione latina principiis obsta, tradotta letteralmente, significa "resisti sin dal principio, sin dall'inizio" (Ovidio).
Frase divenuta molto popolare: bisogna nelle malattie ed in genere in tutti i mali prendere gli opportuni provvedimenti subito all'inizio, per non esser poi costretti, quando il male sia progredito, a ricorrere a rimedi ben più dolorosi.